# Альбатрос галапагоський
Альбатрос галапагоський (Phoebastria irrorata) — морський птах родини альбатросових (Diomedeidae) роду Phoebastria, поширений в тропіках. Гніздиться на Галапагоських островах, у цей час харчуються переважно біля узбережжя Перу, поза шлюбним сезоном мешкає біля узбережжя Еквадора і Перу. Тривалість життя в природі становить від 40 до 45 років.